# Saison 3 de Nikita
Chronologie
Saison 2 Saison 4
Cet article est un guide des épisodes de la troisième saison de la série télévisée Nikita.

## Généralités
- Aux États-Unis, la saison est diffusée depuis le 19 octobre 2012 sur The CW.
- Au Canada, elle est diffusée en simultané ou en différé sur CTV Two.
- Au Québec, elle est diffusée depuis le 20 août 2013 sur Ztélé;
- En France, elle est diffusée depuis le 21 octobre 2013 sur TF6

## Distribution

### Acteurs réguliers
- Maggie Q (VF : Yumi Fujimori) : Nikita Mears
- Shane West (VF : Gilles Morvan) : Michael Bishop
- Lyndsy Fonseca (VF : Julia Vaidis-Bogard) : Alexandra « Alex » Udinov
- Aaron Stanford (VF : Jean-Christophe Dollé) : Seymour Birkhoff
- Melinda Clarke (VF : Dominique Westberg) : Helen « Amanda » Collins
- Dillon Casey (VF : Laurent Orry) : Sean Pierce (épisodes 1 à 18)
- Noah Bean (VF : Denis Laustriat) : Ryan Fletcher[1]
- Devon Sawa (VF : Adrien Antoine) : Owen Elliot[2]

### Invités
- Lyndie Greenwood (VF : Jocelyne Nzunga) : Sonya (18 épisodes)
- Michelle Nolden (VF : Elsa Lepoivre) : Kathleen Spencer (8 épisodes)
- Peter Outerbridge (VF : Eric Legrand) : Ari Tasarov (épisodes 4, 6, 12, 13 et 14)
- Sarah Allen (en) (VF : Claire Morin) : Anne (épisodes 4, 6 et 7)
- Isaiah Mustafa (VF : Daniel Lobé) : Cyrus[3] (épisodes 6 et 20)
- Ted Whittall (en) : Agent Will Arnold (épisode 11)
- Dylan Minnette : Stefan Tasarov (épisode 13)
- Olga Fonda (VF : Christine Braconnier) : Larissa (épisode 14)
- Jessica Camacho (VF : Olivia Nicosia) : Rachel[4] (épisodes 16, 17 et 18)
- Haley Ramm (VF : Maïa Michaud) : Helen Collins, la sœur d'Amanda (épisode 18)
- Christopher Heyerdahl (VF : Serge Faliu) : Matthew Collins, le père d'Amanda (épisode 18)
- Ennis Esmer (VF : Julien Sibre) : Guler (épisode 20)

## Épisodes

### Épisode 1:Hong Kong Connexion
- États-Unis /  Canada : 19 octobre 2012 sur The CW[5] / CTV Two
- Québec : 20 août 2013 sur Ztélé[6]
- Belgique : sur La Deux
- France : 
  - 21 octobre 2013 sur TF6
  - 8 janvier 2015 sur TF1

- États-Unis : 950 000 téléspectateurs[7]

### Épisode 2:Loin des siens
- États-Unis /  Canada : 26 octobre 2012 sur The CW / CTV Two
- Québec : 27 août 2013 sur Ztélé
- France : 22 janvier 2015 sur TF1

- États-Unis : 810 000 téléspectateurs[8]

Dans cet épisode, La Division sous la tutelle de Ryan découvre que Wade, un ancien agent et instructeur de la Division sous le commandement de Percy, a volé une bombe. Lors de l'arrivée de la D chez Wade, ils ont la surprise de découvrir que Wade a une recrue. Lisa Habot, enlevée il y a 2 ans. Le plan de Wade est de revenir à sa mission qui a échoué lorsqu'il a tué sa recrue car elle n'avait pas réussi. Assassiné l'ambassadeur du Pakistan aux États-Unix. 

### Épisode 3:La Troisième vague
- États-Unis : 2 novembre 2012 sur The CW
- Canada : 3 janvier 2013 sur CTV Two
- Québec : 3 septembre 2013 sur Ztélé
- France : 29 janvier 2015 sur TF1

- États-Unis : 1,14 million de téléspectateurs[9]

### Épisode 4:Menaces mortelles
- États-Unis : 9 novembre 2012 sur The CW
- Canada : 3 janvier 2013 sur CTV Two
- Québec : 10 septembre 2013 sur Ztélé
- France :  5 février 2015 sur TF1

- États-Unis : 860 000 téléspectateurs[10]

Sarah Allen (en) (Anne)

### Épisode 5:Duel présidentiel
- États-Unis : 30 novembre 2012 sur The CW
- Canada : 3 janvier 2013 sur CTV Two
- Québec : 17 septembre 2013 sur Ztélé
- France : date inconnue sur TF6

- États-Unis : 1,2 million de téléspectateurs[11]

- Jonathan Goad (Markov)
- Michelle Nolden (Président des États-Unis)

### Épisode 6:Jeux de guerre
- États-Unis : 7 décembre 2012 sur The CW
- Canada : 4 janvier 2013 sur CTV Two
- Québec : 24 septembre 2013 sur Ztélé

- États-Unis : 1,19 million de téléspectateurs[12]

- Isaiah Mustafa (Cyrus)
- Peter Outerbridge (Ari)

### Épisode 7:L'Observateur
- États-Unis /  Canada : 18 janvier 2013 sur The CW / CTV Two
- Québec : 1er octobre 2013 sur Ztélé

- États-Unis : 1,27 million de téléspectateurs[13]

### Épisode 8:Sans laisser de trace
- États-Unis /  Canada : 25 janvier 2013 sur The CW / CTV Two
- Québec : 8 octobre 2013 sur Ztélé

- États-Unis : 1,53 million de téléspectateurs[14]

Pedro Pascal (Liam)

### Épisode 9:Instincts de survie
- États-Unis /  Canada : 1er février 2013 sur The CW / CTV Two
- Québec : 15 octobre 2013 sur Ztélé

- États-Unis : 1,23 million de téléspectateurs[15]

- Matt Bushell (Ray)
- Anna Hopkins (Kate)

### Épisode 10:Une main de maître
- États-Unis /  Canada : 8 février 2013 sur The CW / CTV Two
- Québec : 22 octobre 2013 sur Ztélé

- États-Unis : 1,34 million de téléspectateurs[16]

### Épisode 11:L'Ultime solution
- États-Unis /  Canada : 22 février 2013 sur The CW / CTV Two
- Québec : 29 octobre 2013 sur Ztélé

- États-Unis : 1,24 million de téléspectateurs[17]

- Amanda Schull (Naomi)
- Brian Howe (Morgan Kendrick)

### Épisode 12:Jouer avec le feu
- États-Unis /  Canada : 1er mars 2013 sur The CW / CTV Two
- Québec : 5 novembre 2013 sur Ztélé

- États-Unis : 1,01 million de téléspectateurs[18]

- Peter Outerbridge (Ari)
- Peter Marek (terroriste)

### Épisode 13:Face à face
- États-Unis /  Canada : 8 mars 2013 sur The CW / CTV Two
- Québec : 12 novembre 2013 sur Ztélé

- États-Unis : 1,37 million de téléspectateurs[19]

- Peter Outerbridge (Ari)
- Dylan Minnette (Stefan)
- Andrew Divoff (Krieg)

### Épisode 14:Double code
- États-Unis /  Canada : 15 mars 2013 sur The CW / CTV Two
- Québec : 19 novembre 2013 sur Ztélé

- États-Unis : 1,21 million de téléspectateurs[20]

- Peter Outerbridge (Ari)
- Olga Fonda (Larissa)

### Épisode 15:L'Autre division
- États-Unis /  Canada : 29 mars 2013 sur The CW / CTV Two
- Québec : 26 novembre 2013 sur Ztélé

- États-Unis : 1,22 million de téléspectateurs[21]

- Jonathan Adams (président du Chad)
- Richard T. Jones (Danforth)

### Épisode 16:Le Point de basculement
- États-Unis /  Canada : 5 avril 2013 sur The CW / CTV Two
- Québec : date inconnue sur Ztélé

- États-Unis : 1,23 million de téléspectateurs[22]

### Épisode 17:Bas les masques
- États-Unis /  Canada : 12 avril 2013 sur The CW / CTV Two

- États-Unis : 1,15 million de téléspectateurs[23]

### Épisode 18:Dans la peau d'Amanda
- États-Unis /  Canada : 19 avril 2013 sur The CW / CTV Two

- États-Unis : 970 000 téléspectateurs[24]

### Épisode 19:Autodestructions
- États-Unis /  Canada : 26 avril 2013 sur The CW / CTV Two

- États-Unis : 950 000 téléspectateurs[25]

### Épisode 20:Vente aux enchères
- États-Unis /  Canada : 3 mai 2013 sur The CW / CTV Two

- États-Unis : 1,03 million de téléspectateurs[26]

Isaiah Mustafa (Cyrus)

### Épisode 21:La Main invisible
- États-Unis /  Canada : 10 mai 2013 sur The CW / CTV Two

- États-Unis : 1,01 million de téléspectateurs[27]

Raven Dauda (Mariam Hasan)

### Épisode 22:Jusqu'à ce que la mort nous sépare
- États-Unis /  Canada : 17 mai 2013 sur The CW[28] / CTV Two

- États-Unis : 1 million de téléspectateurs[29]